# Мосарабский язык

Этнолингвистическая карта Юго-Западной Европы

Мосара́бский язык (исп. Mozárabe [moθˈaɾaβe]; порт. Moçárabe [mu.sˈa.ɾɐ.β(~b)ɨ]/[муса́раби] от араб. مستعرب‎ [муста‛риб], «арабизированный», букв. «сделанный арабским») — современный термин для обозначения группы иберо-романских идиомов, некогда распространённых в завоёванной арабами части Пиренейского полуострова. Как и термин «византийцы», понятие «мосарабы» является поздним искусственным экзоэтнонимом, получившим распространение в языковедении с XIX века. Сами мосарабы называли свой язык «латинским».

## История
Согласно одной из теорий, мосарабский обладал рядом консервативных черт не в силу культурной обособленности от кастильского, а в силу принадлежности к другой ветви иберийско-романских языков — арагонско-мосарабской или пиренейско-мосарабской. Этим объясняется и сохранение начальных кластеров pl-, cl-, fl- свойственных, с одной стороны, латинскому языку, а с другой стороны — арагонскому. Аргументацией в пользу этой теории может служить и то, что литературный мосарабский едва ли опирался на письменные латинские образцы,
создаваясь, фактически, с уст носителей, в отличие от соседних христианских идиомов, но, тем не менее, в некоторых своих чертах был архаичнее.
Не нужно, однако забывать, что в мосарабском ареале могло быть несколько иберороманских и окситанороманских идиомов, не развивших обширной литературной традиции. А потому, говорить об их генетике затруднительно.
В настоящее время этот язык вымер, а точнее растворился в среде близкородственных испанского (кастильского), португальского и каталанского (также романских по происхождению) языков. Был родным для мосарабов — собирательное название для христиан романского происхождения, проживавших на территориях Пиренейского полуострова, находящихся под контролем мусульман (разных халифатов и султанатов, существовавших на полуострове с 711 по 1492 год). Многие из них, несмотря на приверженность христианству, переняли восточную атрибутику, жизненный уклад, владели арабским языком и даже считали его родным. В результате мосарабский язык испытал на себе очень сильное влияние арабской лексики и грамматики, хотя и сохранил ярко выраженный романский характер. Тем не менее, даже те, кто считал его родным, пользовались арабским алфавитом для записи романской речи. Таким образом, в отличие от отказавшихся от мусульманской культуры и переселившихся на север, а также от принявших ислам жителей Пиреней, мосарабы-христиане использовали два алфавита: алфавитом светской культуры, науки и развлечений был арабский (аджами, альхамьядо), а алфавитом замкнутой христианской традиции — латинский, применявшийся, по большей части, в духовной жизни.
В ходе Реконкисты мосарабский язык утрачивает свои позиции в пользу испанского и португальского на разговорном уровне и латыни, употреблявшейся на письме и в официальной сфере.
Согласно анализу Сола-Соле (1973), доля арабизмов в лексике мосарабского языка доходила до 40 %, при этом из арабского чаще заимствовались существительные. Глаголы сохраняли преимущественно романское происхождение.
Анализ сохранившихся мосарабских надписей свидетельствует о том, что в фонетическом плане мосарабские идиомы в целом, по-видимому, стояли ближе к галисийско-португальскому языку, нежели к кастильскому: по крайней мере, в них сохранялись различия по долготе и краткости латинских гласных. Однако, данное сходство может свидетельствовать лишь о сохраняющихся общих консервативных чертах, а не об общих фонетических инновациях, тем более, что сравнение фонетики галисийско-португальских и мосарабских идиомов проводят часто с фонетикой современного кастильского, сильно отличающегося по развитию сибилянтов и от ближайших родственников (астурлеонской и галисийско-португальской групп идиомов), так и от более генетически удалённых языков (арагонских, каталано-валенсийских и окситано-прованских). В то же время не следует забывать и о ярко выраженном диалектном характере мосарабской речи и её существенной вариативности от поселения к поселению, хотя своё унифицирующее влияние оказывал арабский язык.
Вероятно, под общим названием мосарабский скрываются мосарабско-валенсийские, мосарабско-кастильские, мосарабско-португальские идиомы, генетически отличные от собственно мосарабского, который можно было бы называть собственно мосарабско-арагонским, по ближайшему для него христианскому культурному варианту. Но надо учитывать, что собственно мосарабский литературный язык не является вариантом христианского арагонского, а является, судя по всему, одним из нескольких языков арагонской подветви, из которой к настоящему времени уцелел собственно арагонский с его диалектами.

## Фонетика
В средние века не существовало понятия единого литературного мосарабского языка (его ввели позже учёные-лингвисты), а значит у него не было и орфоэпических норм. Этот идиом, по-видимому, представлял собой несколько разрозненных групп говоров, которых объединяло общее народно-латинское происхождение, а также сильное влияние семитского субстрата и суперстрата (в виде нескольких разновидностей арабского языка с берберскими примесями). Будучи отрезанными от основного романского ареала, в мосрабских диалектах лучше сохраняются архаичные латинские черты: в мосарабской лирике встречаются формы с латинской группой pl-. Португальский язык заменил cl-, fl-, pl- на [ʃ]. Однако подобные рефлексы известны и в других языках полуострова, например, в каталанском. (По одной из теорий, окситано-романские, арагонский и мосарабский обнаруживают единство происхождения). Образцы дошедшей до нас поэзии на мосарабских по своей типологии диалектах подтверждают гипотезу о консерватизме гласных и большей близости к тосканским вариантам народной латыни Италии, в том числе и в лексике (mamma, uelio, gaio). Конечная -е сохраняется в инфинитивах (amáre) и наречиях (male), хотя конечная -о и выпадает (cuánd). Уменьшительно-ласкательный суффикс -ēlla (yermanēlla) отличается от кастильского -ita/iса и португальского -inha. Ряд согласных отличается рядом инноваций: s > š; t > ț; tion(em) > chón (corachón). Многочисленны арабизмы: habib. Имена мосарабов сильно арабизированы: Ибн Гхаршья (Гарсия), Ибн Марданиш (Мартинес), Ибн Фаранда (Фернандес).

## Субстрат
Мосарабский субстрат наиболее заметен в современном испанском языке. Именно он обычно был своего рода проводником довольно многочисленных арабских заимствований из андалусийско-арабского диалекта в кастильскую речь. Немаловажным было фонетическое влияние мосарабского языка, приведшего к переходу качества произнесения букв j и g+e,i из /ʒ/ («ж») в /χ~x/ («х»), альвеолизации /s/, хотя эти выводы являются спорными и малообоснованными. (Переход из /ж/ в /х/ был закреплён окончательно в кастильской произносительной норме много позже Реконкисты (так же, как и переход из /ʃ/ в /x/), причём развился преимущественно в диалектах собственно кастильского языка, не затронув практически галисийско-португальские, астурлеонские и арагонские идиомы и не изменив их изначальных рефлексов, а данные арабской диалектологии не позволяют говорить о каких-либо предпочтениях в манере произношения /s/, гораздо более состоятельна ареальная теория, имеющая подтверждение в фонетике многих языков полуострова, от баскских до мирандского).
Некоторые заимствования из мосарабского, например слово «chocho» (боб, фасоль) из мосар. «šóš», восходят к лат. «salsus» (букв. солёный), то есть являются дублетами. Это же слово по диалектам, в том числе и в Латинской Америке, получило значение «старческий», «мягкотелый»: un viejo ridiculo y chocho — «старый смешной маразматик».
Другим распространённым мосарабизмом является слово marchito, ta «увядший» и глагол marchitarse «вянуть» (от мосар. *marčiṭ[o], восходящее к нар.-лат. *marcītus, из классич. латинск. корня marcēre).

## Образец текста на мосарабском и родственных романских языках
Данный идиом не пользовался престижем в мусульманской Испании, в том числе и среди самих мосарабов, предпочитавших в официозе употреблять классический латинский язык. На мосарабских диалектах практически отсутствует официальная документация. Однако, как и разговорный арабский, мосарабский был языком улицы и средством общения. На нём записывали свои поэтические произведения (мувашшахи и харджа) некоторые местные поэты.
| Мосарабский:                                                                                                | Испанский: | Галисийско-португальский:                                                                                                | Галисийский: | Каталанский: | Астурийский: | Португальский: | Латынь: |
| Mio sîdî ïbrâhîm yâ tú uemme dolge fente mib de nohte in non si non keris irey-me tib gari-me a ob legar-te | Mi señor Ibrahim, ¡oh tú, hombre dulce! vente a mí por la noche. Si no, si no quieres, ire a ti, dime dónde encontrarte. | Meu senhor Ibrâhim, ó tu, homem doce! vem a mim de noite. Se non, se non queres, ir-me-ei a ti, diz-me onde te encontro. | Meu señor Ibrahim, O ti, home doce! vente a mim pola noite. Senón, se non queres, irei a ti, dime ónde atoparte. | El meu senyor Ibrahim, oh tu, home dolç! Vine’t a mi de nit. Si no, si no vols, aniré a tu, digue’m on trobar-te. | El mio señor Ibrahim, á tu, home melgueru! ven a min pela nueche. Si non, si nun quies, dire a ti, dime ónde atopate. | Meu senhor Ibrahim, ó tu, homem doce! Vem a mim de noite. Senão, se não quiseres, ir-me-ei a ti, diz-me onde te encontro. | O domine mi Ibrahim, o tu, homo dulcis! Veni mihi nocte. Si non, si non vis, ibo tibi, dic mihi ubi te inveniam. |